# 相模湾栖藻菌
相模湾栖藻菌（学名：Algicola sagamiensis）是栖藻菌属的下属物种。此物种是一种革兰氏阴性、严格需氧、不形成孢子、运动性、弱过氧化氢酶阳性、弱氧化酶阳性且嗜温的杆状细菌。此物种用单极鞭毛运动。此物种最初被命名为相模湾假交替单胞菌（Pseudoalteromonas sagamiensis），但在2007年被重新分类为栖藻菌属的物种。此物种最早从日本神奈川县相模湾油壶湾深度为5米的浅海海水中分离出来。